# Milton William Cooper
Milton William Cooper (Long Beach, 6 de mayo de 1943 - Eagar, 5 de noviembre de 2001) fue un escritor estadounidense y locutor de onda corta. Cooper llegó a la conciencia de la opinión pública a finales de 1980 y se le conoce mejor como Bill Cooper. 
El padre de Cooper fue un oficial de la Fuerza Aérea de los Estados Unidos. Cooper se graduó en 1961 en el Instituto de Yamato, en Japón, y posteriormente se alistó en la Fuerza Aérea de los Estados Unidos. Fue honorablemente dado de baja en 1965 y reclutado en la Armada. Sirvió como soldado en la Guerra de Vietnam. A Cooper le concedieron la Medalla al Mérito Naval de combate. Se retiró con honores en 1974.
Cooper fue un aclamado escritor sobre temas de conspiración, bien conocido por el éxito de su libro  "Behold a Pale Horse" (He aquí un caballo pálido) (1991).
A lo largo de su vida, Cooper trabajó para exponer numerosas conspiraciones globales, y uno de sus reciente involucró a los ataques del 11 de septiembre. Él fue fatalmente muerto por disparo poco después, lo que llevó a muchos a creer que en realidad había tenido razón.
Durante la década de 1990, Cooper emitía un programa de radio nocturno llamado "Hour of the Time" (Hora del Tiempo). Como un autor ya establecido y ex-veterano de Inteligencia Naval, rápidamente cautivó a su público con diversos temas de interés. Esto ocurría antes de que la Internet despegara y la información era más difícil de conseguir, por lo que la gente se sintonizaba de lunes a viernes, con ganas de descubrir la verdad.
En su emisión del día 28 de junio de 2001, él pasó a predecir el estremecedor ataque del 9/11 en Estados Unidos, y agregó que el gobierno de este país intentaría utilizar a Osama bin Laden como un chivo expiatorio:
```
"Yo digo que estés preparado para un gran ataque. Pero no será Osama bin Laden. Será estos que están detrás del Nuevo Orden Mundial... De lo que vaya a suceder van a culpar a Osama bin Laden. ¡Ni se te ocurra creerlo!"
```

Menos de 11 semanas más tarde, sus predicciones llegarían a ser fatalmente ciertas.
Ya un tiempo atrás, con ojo crítico, Cooper examinó la situación y conectó los pedazos de información de sus fuentes. Esto le permitió deconstruir las mentiras alimentados al público en general y la construcción de su teoría.
Naturalmente, era ya molesto para las autoridades desde hacía años. En julio de 1998, Cooper había sido acusado de evasión de impuestos. Se emitió una orden de arresto, pero nunca fue ejecutada. Como consecuencia de ello, se le consideró uno de los principales fugitivos de Estados Unidos y se convirtió en un objetivo primordial del Servicio de Alguaciles (Marshalls) de EE. UU. en el año 2000. Cooper habló con total sinceridad de su situación y se convenció de que estaba siendo activamente señalado por la Administración del presidente Clinton y el IRS.
Después de los trágicos acontecimientos del 11 de septiembre, Cooper intentó exponer desde su programa de radio la conspiración masiva que llevó a los ataques. Señaló al Gobierno Federal, acusando a las autoridades de planear el movimiento terrorista y de engañar a los ciudadanos de Estados Unidos y el resto del mundo en la creencia de una historia inventada. Esto les permitió a ellos influir en la opinión pública a su favor y ejecutar su plan. 
En su última emisión de radio, el 5 de noviembre de 2001, Bill Cooper habló de que planeaba escribir un libro que detallaría su período de servicio en la guerra de Vietnam. Dijo que iba a estar dedicado a los compañeros con los que él había servido durante ese tiempo. 
Más tarde esa misma noche, mientras estaba en su casa de Eagar, Arizona, el Departamento del Sheriff del Condado de Apache le hizo una visita. Él había sido acusado de blandir un arma de fuego y los agentes de  policía tenían una orden para su arresto. Sin embargo, los agentes llegaron en vehículos sin identificación, sin usar uniformes, y utilizaron artimañas para sacarlo de su casa. Las fuentes sostienen que los oficiales se posicionaron en un cul-de-sac, a menudo frecuentado por adolescentes, que cuando se reunían solo dejaban basura detrás. Los oficiales comenzaron a hacer mucho ruido y Cooper salió a ver qué pasaba, creyendo que eran solamente los menores borrachos. Los oficiales no se identificaron, de manera que Cooper amenazó con llamar a la policía. Mientras se dirigía hacia el interior de su casa, hubo disparos. El resultado mostró a un oficial de policía  asesinado, y también lo fue Cooper. Nadie sabe cómo fue el tiroteo, y tampoco está claro si Bill Cooper llevaba tan siquiera una pistola en el momento de su muerte.
El misterio que rodea la muerte de Cooper ha llevado a muchos a creer que no fue accidental, sino más bien un complot cuidadosamente planeado y ejecutado para eliminar a un "elemento indeseable"

## Obras
Libros
- The Secret Government: The Origin, Identity, and Purpose of MJ-12, 1989.
- Operation Majority, 1989.
- Behold a Pale Horse. 1991.

Videos
- Assassin Unmasked
- Behold A Pale Horse
- CNN Interview With William Cooper
- Dimensions in Parapsychology
- Kennedy - The Sacrificed King
- Lansing Michigan
- Luxor
- Project Redlight I
- Project Redlight II
- The Secret Government
- The Branch Davidian's Last Will and Testament
- UFOs - The secret government